# Tephrosia kasikiensis
Tephrosia kasikiensis är en ärtväxtart som beskrevs av Baker f.. Tephrosia kasikiensis ingår i släktet Tephrosia och familjen ärtväxter.

## Underarter
Arten delas in i följande underarter:
- T. k. chinsaliana
- T. k. kasikiensis